# اکس-لا-فایت
اِکس-لا-فایت (به فرانسوی: Aix-la-Fayette) یک کامین در فرانسه است که در سن-ژرمن-لرم واقع شده‌است.

## خصوصیات
اِکس-لا-فایت ۱۳٫۰۰ کیلومترمربع مساحت و ۷۶ نفر جمعیت دارد.